# 弗倫德希普海茨村 (馬里蘭州)
弗倫德希普海茨村（英語：Friendship Heights Village）是位於美國馬里蘭州蒙哥馬利縣的一個普查規定居民點。

## 人口
根據2020年美國人口普查的數據，弗倫德希普海茨村的面積為0.15平方千米，當中陸地面積為0.15平方千米，而水域面積為0.00平方千米。當地共有人口5360人，而人口密度為每平方千米35,733.33人。